# Olexandr Hrushyn
Olexandr Hrushyn (en ucraniano: Олександр Грушин; 19 de julio de 1998) es un deportista ucraniano que compite en lucha grecorromana. Ganó dos medallas en el Campeonato Europeo de Lucha, en los años 2022 y 2024, ambas en la categoría de 63 kg.

## Palmarés internacional
| Campeonato Europeo | Campeonato Europeo | Campeonato Europeo | Campeonato Europeo |
| Año                | Lugar              | Medalla            | Categoría          |
| ------------------ | ------------------ | ------------------ | ------------------ |
| 2022               | Budapest (Hungría) | Medalla de bronce  | 63 kg              |
| 2024               | Bucarest (Rumania) | Medalla de plata   | 63 kg              |